# Danh sách tiểu hành tinh: 20101–20200
| Tên                  | Tên đầu tiên | Ngày phát hiện       | Nơi phát hiện   | Người phát hiện                                  |
| -------------------- | ------------ | -------------------- | --------------- | ------------------------------------------------ |
| 20101 -              | 1994 XM2     | 1 tháng 12 năm 1994  | Kitt Peak       | Spacewatch                                       |
| 20102 Takasago       | 1995 BP15    | 31 tháng 1 năm 1995  | Geisei          | T. Seki                                          |
| 20103 de Vico        | 1995 JK      | 6 tháng 5 năm 1995   | Cavezzo         | R. Calanca                                       |
| 20104                | 1995 OU      | 24 tháng 7 năm 1995  | Nachi-Katsuura  | Y. Shimizu, T. Urata                             |
| 20108                | 1995 OS1     | 19 tháng 7 năm 1995  | Xinglong        | Chương trình tiểu hành tinh Bắc Kinh Schmidt CCD |
| 20106 Morton         | 1995 QG      | 20 tháng 8 năm 1995  | NRC-DAO         | D. D. Balam                                      |
| 20107 Nanyotenmondai | 1995 QY3     | 28 tháng 8 năm 1995  | Nanyo           | T. Okuni                                         |
| 20108                | 1995 QZ9     | 29 tháng 8 năm 1995  | Mauna Kea       | D. C. Jewitt, J. Chen                            |
| 20109 Alicelandis    | 1995 RJ      | 12 tháng 9 năm 1995  | McGraw-Hill     | J. Tonry                                         |
| 20110                | 1995 SS2     | 20 tháng 9 năm 1995  | Kushiro         | S. Ueda, H. Kaneda                               |
| 20111                | 1995 SO5     | 22 tháng 9 năm 1995  | Siding Spring   | R. H. McNaught                                   |
| 20112 -              | 1995 SD31    | 20 tháng 9 năm 1995  | Kitt Peak       | Spacewatch                                       |
| 20113 -              | 1995 SL35    | 22 tháng 9 năm 1995  | Kitt Peak       | Spacewatch                                       |
| 20114 -              | 1995 UQ44    | 16 tháng 10 năm 1995 | Nyukasa         | M. Hirasawa, S. Suzuki                           |
| 20115 Niheihajime    | 1995 VC1     | 12 tháng 11 năm 1995 | Nanyo           | T. Okuni                                         |
| 20116 -              | 1995 VE1     | 15 tháng 11 năm 1995 | Oizumi          | T. Kobayashi                                     |
| 20117 -              | 1995 VN1     | 15 tháng 11 năm 1995 | Kitami          | K. Endate, K. Watanabe                           |
| 20118 -              | 1995 WX      | 17 tháng 11 năm 1995 | Oizumi          | T. Kobayashi                                     |
| 20119 -              | 1995 WC2     | 18 tháng 11 năm 1995 | Oizumi          | T. Kobayashi                                     |
| 20120 Ryugatake      | 1995 WB5     | 24 tháng 11 năm 1995 | Oizumi          | T. Kobayashi                                     |
| 20121 -              | 1995 WT7     | 27 tháng 11 năm 1995 | Oizumi          | T. Kobayashi                                     |
| 20122                | 1995 WH17    | 28 tháng 11 năm 1995 | Nachi-Katsuura  | Y. Shimizu, T. Urata                             |
| 20123 -              | 1995 WD32    | 19 tháng 11 năm 1995 | Kitt Peak       | Spacewatch                                       |
| 20124 -              | 1995 WJ36    | 21 tháng 11 năm 1995 | Kitt Peak       | Spacewatch                                       |
| 20125 -              | 1995 YK      | 17 tháng 12 năm 1995 | Oohira          | T. Urata                                         |
| 20126 -              | 1995 YM9     | 18 tháng 12 năm 1995 | Kitt Peak       | Spacewatch                                       |
| 20127 -              | 1995 YV22    | 19 tháng 12 năm 1995 | Haleakala       | NEAT                                             |
| 20128 -              | 1996 AK      | 7 tháng 1 năm 1996   | Haleakala       | AMOS                                             |
| 20129 -              | 1996 BE1     | 18 tháng 1 năm 1996  | Oizumi          | T. Kobayashi                                     |
| 20130 -              | 1996 BO1     | 16 tháng 1 năm 1996  | Oizumi          | T. Kobayashi                                     |
| 20131 -              | 1996 BP3     | 27 tháng 1 năm 1996  | Oizumi          | T. Kobayashi                                     |
| 20132                | 1996 BK13    | 21 tháng 1 năm 1996  | Xinglong        | Chương trình tiểu hành tinh Bắc Kinh Schmidt CCD |
| 20133 -              | 1996 CO2     | 12 tháng 2 năm 1996  | Oizumi          | T. Kobayashi                                     |
| 20134                | 1996 GT2     | 8 tháng 4 năm 1996   | Xinglong        | Chương trình tiểu hành tinh Bắc Kinh Schmidt CCD |
| 20135 Juels          | 1996 JC      | 7 tháng 5 năm 1996   | Prescott        | P. G. Comba                                      |
| 20136 Eisenhart      | 1996 NA      | 8 tháng 7 năm 1996   | Prescott        | P. G. Comba                                      |
| 20137 -              | 1996 PX8     | 8 tháng 8 năm 1996   | La Silla        | E. W. Elst                                       |
| 20138 -              | 1996 QP      | 17 tháng 8 năm 1996  | Haleakala       | NEAT                                             |
| 20139 -              | 1996 QU      | 19 tháng 8 năm 1996  | Stroncone       | A. Vagnozzi                                      |
| 20140 Costitx        | 1996 QT1     | 23 tháng 8 năm 1996  | Majorca         | M. Blasco                                        |
| 20141 Markidger      | 1996 RL5     | 13 tháng 9 năm 1996  | Majorca         | M. Blasco                                        |
| 20142 -              | 1996 RC12    | 8 tháng 9 năm 1996   | Kitt Peak       | Spacewatch                                       |
| 20143 -              | 1996 RQ16    | 13 tháng 9 năm 1996  | Kitt Peak       | Spacewatch                                       |
| 20144 -              | 1996 RA33    | 15 tháng 9 năm 1996  | La Silla        | Uppsala-DLR Trojan Survey                        |
| 20145                | 1996 SS4     | 20 tháng 9 năm 1996  | Xinglong        | Chương trình tiểu hành tinh Bắc Kinh Schmidt CCD |
| 20146 -              | 1996 SM7     | 30 tháng 9 năm 1996  | Uppsala         | L. Kamél, K. Lundgren                            |
| 20147                | 1996 SV7     | 18 tháng 9 năm 1996  | Xinglong        | Chương trình tiểu hành tinh Bắc Kinh Schmidt CCD |
| 20148 -              | 1996 TR      | 4 tháng 10 năm 1996  | Farra d'Isonzo  | Farra d'Isonzo                                   |
| 20149 -              | 1996 TX3     | 8 tháng 10 năm 1996  | Haleakala       | NEAT                                             |
| 20150                | 1996 TJ6     | 5 tháng 10 năm 1996  | Xinglong        | Chương trình tiểu hành tinh Bắc Kinh Schmidt CCD |
| 20151 Utsunomiya     | 1996 TO6     | 5 tháng 10 năm 1996  | Kuma Kogen      | A. Nakamura                                      |
| 20152 -              | 1996 TQ7     | 9 tháng 10 năm 1996  | Haleakala       | NEAT                                             |
| 20153 -              | 1996 TC8     | 12 tháng 10 năm 1996 | Sudbury         | D. di Cicco                                      |
| 20154                | 1996 TO10    | 9 tháng 10 năm 1996  | Kushiro         | S. Ueda, H. Kaneda                               |
| 20155 Utewindolf     | 1996 TS11    | 13 tháng 10 năm 1996 | Prescott        | P. G. Comba                                      |
| 20156 Herbwindolf    | 1996 TU11    | 13 tháng 10 năm 1996 | Prescott        | P. G. Comba                                      |
| 20157 -              | 1996 TS18    | 4 tháng 10 năm 1996  | Kitt Peak       | Spacewatch                                       |
| 20158 -              | 1996 TD21    | 5 tháng 10 năm 1996  | Kitt Peak       | Spacewatch                                       |
| 20159 -              | 1996 TM28    | 7 tháng 10 năm 1996  | Kitt Peak       | Spacewatch                                       |
| 20160 -              | 1996 TH42    | 8 tháng 10 năm 1996  | La Silla        | E. W. Elst                                       |
| 20161                | 1996 TR66    | 8 tháng 10 năm 1996  | Mauna Kea       | D. C. Jewitt, C. A. Trujillo, J. X. Luu, J. Chen |
| 20162 -              | 1996 UD      | 16 tháng 10 năm 1996 | Oizumi          | T. Kobayashi                                     |
| 20163 -              | 1996 UG      | 16 tháng 10 năm 1996 | Oizumi          | T. Kobayashi                                     |
| 20164 Janzajíc       | 1996 VJ2     | 9 tháng 11 năm 1996  | Kleť            | J. Tichá, M. Tichý                               |
| 20165 -              | 1996 VT2     | 10 tháng 11 năm 1996 | Sudbury         | D. di Cicco                                      |
| 20166 -              | 1996 VQ4     | 13 tháng 11 năm 1996 | Oizumi          | T. Kobayashi                                     |
| 20167 -              | 1996 VX4     | 13 tháng 11 năm 1996 | Oizumi          | T. Kobayashi                                     |
| 20168 -              | 1996 VY4     | 13 tháng 11 năm 1996 | Oizumi          | T. Kobayashi                                     |
| 20169 -              | 1996 VG11    | 4 tháng 11 năm 1996  | Kitt Peak       | Spacewatch                                       |
| 20170                | 1996 VM30    | 7 tháng 11 năm 1996  | Kushiro         | S. Ueda, H. Kaneda                               |
| 20171 -              | 1996 WC2     | 30 tháng 11 năm 1996 | Dossobuono      | L. Lai                                           |
| 20172 -              | 1996 XT16    | 4 tháng 12 năm 1996  | Kitt Peak       | Spacewatch                                       |
| 20173 -              | 1996 XO19    | 8 tháng 12 năm 1996  | Oizumi          | T. Kobayashi                                     |
| 20174 Eisenstein     | 1996 XD20    | 13 tháng 12 năm 1996 | Prescott        | P. G. Comba                                      |
| 20175 -              | 1996 XJ27    | 7 tháng 12 năm 1996  | Kitt Peak       | Spacewatch                                       |
| 20176 -              | 1996 XK29    | 13 tháng 12 năm 1996 | Kitt Peak       | Spacewatch                                       |
| 20177 -              | 1996 XP29    | 13 tháng 12 năm 1996 | Kitt Peak       | Spacewatch                                       |
| 20178 -              | 1996 XE31    | 14 tháng 12 năm 1996 | Oizumi          | T. Kobayashi                                     |
| 20179                | 1996 XX31    | 12 tháng 12 năm 1996 | Xinglong        | Chương trình tiểu hành tinh Bắc Kinh Schmidt CCD |
| 20180 Annakolény     | 1996 YG1     | 27 tháng 12 năm 1996 | Modra           | Modra                                            |
| 20181                | 1996 YC2     | 22 tháng 12 năm 1996 | Xinglong        | Chương trình tiểu hành tinh Bắc Kinh Schmidt CCD |
| 20182 -              | 1997 AS      | 2 tháng 1 năm 1997   | Oizumi          | T. Kobayashi                                     |
| 20183 -              | 1997 AD1     | 2 tháng 1 năm 1997   | Oizumi          | T. Kobayashi                                     |
| 20184 -              | 1997 AM4     | 6 tháng 1 năm 1997   | Oizumi          | T. Kobayashi                                     |
| 20185 -              | 1997 AC7     | 9 tháng 1 năm 1997   | Oizumi          | T. Kobayashi                                     |
| 20186 -              | 1997 AD8     | 2 tháng 1 năm 1997   | Kitt Peak       | Spacewatch                                       |
| 20187 Janapittichova | 1997 AN17    | 14 tháng 1 năm 1997  | Kleť            | Kleť                                             |
| 20188 -              | 1997 AC18    | 15 tháng 1 năm 1997  | Oizumi          | T. Kobayashi                                     |
| 20189 -              | 1997 BS2     | 30 tháng 1 năm 1997  | Oizumi          | T. Kobayashi                                     |
| 20190 -              | 1997 BZ2     | 30 tháng 1 năm 1997  | Oizumi          | T. Kobayashi                                     |
| 20191 -              | 1997 BS3     | 31 tháng 1 năm 1997  | Oizumi          | T. Kobayashi                                     |
| 20192 -              | 1997 BE4     | 31 tháng 1 năm 1997  | Kitt Peak       | Spacewatch                                       |
| 20193 Yakushima      | 1997 BH8     | 18 tháng 1 năm 1997  | Chichibu        | N. Sato                                          |
| 20194 -              | 1997 BH9     | 30 tháng 1 năm 1997  | Cima Ekar       | U. Munari, M. Tombelli                           |
| 20195 -              | 1997 BS9     | 30 tháng 1 năm 1997  | Cima Ekar       | U. Munari, M. Tombelli                           |
| 20196 -              | 1997 CP19    | 11 tháng 2 năm 1997  | Oizumi          | T. Kobayashi                                     |
| 20197 Enriques       | 1997 CK22    | 14 tháng 2 năm 1997  | Prescott        | P. G. Comba                                      |
| 20198                | 1997 CL28    | 13 tháng 2 năm 1997  | Xinglong        | Chương trình tiểu hành tinh Bắc Kinh Schmidt CCD |
| 20199 -              | 1997 DR      | 28 tháng 2 năm 1997  | Church Stretton | S. P. Laurie                                     |
| 20200 Donbacky       | 1997 DW      | 28 tháng 2 năm 1997  | Montelupo       | M. Tombelli, G. Forti                            |